# James Innes (homme politique canadien)
Pour les articles homonymes, voir James Innes et Innes.
James Innes (1er février 1833-16 juillet 1903) est un homme politique canadien de l'Ontario. Il est député fédéral libéral de la circonscription ontarienne de Wellington-Sud de 1882 à 1896.

## Biographie
Né à Huntly en Écosse, Innes enseigne en Écosse avant de s'établir dans le Canada-Ouest en 1853. Journaliste pour le The Globe (en) et le British Colonist de Toronto et pour le Morning Banner d'Hamilton. En 1861, il devient éditeur du Guelph Advertiser et copropriétaire du Guelph Weekly Mercury (en) en 1862. Ces deux journaux fusionne pour le former le Guelph Mercury and Advertiser en 1873. Siégeant au conseil scolaire, il en devient le président en 1882. Innes occupe également les fonctions de président de la Dominion Life Assurance Compagny et contribue a former la Guelph Junction Railway. Il meurt d'une pneumonie à l'âge de 70 ans alors qu'il se trouvait à Sydney en Nouvelle-Écosse pendant un voyage dans l'est du Canada.